# كارل باول لينك
كارل باول لينك (بالإنجليزية: Karl Paul Link)‏ هو عالم كيمياء حيوية وأستاذ جامعي أمريكي، ولد في 31 يناير 1901، وتوفي في 21 نوفمبر 1978 في ماديسون في الولايات المتحدة.